# Musca reditus
Musca reditus är en tvåvingeart som först beskrevs av Harris 1780.  Musca reditus ingår i släktet Musca och familjen blomsterflugor. Inga underarter finns listade i Catalogue of Life.